# Минерва Парк (Охајо)
Минерва Парк (енгл. Minerva Park) град је у америчкој савезној држави Охајо.

## Демографија
По попису из 2010. године број становника је 1.272, што је 16 (-1,2%) становника мање него 2000. године.
| Група             | 2000.         | 2010.         |
| Белци             | 1.245 (96,7%) | 1.095 (86,1%) |
| Афроамериканци    | 9 (0,7%)      | 77 (6,1%)     |
| Азијати           | 5 (0,4%)      | 22 (1,7%)     |
| Хиспаноамериканци | 11 (0,9%)     | 41 (3,2%)     |
| Укупно            | 1.288         | 1.272         |